# Blainville-sur-Mer
Blainville-sur-Mer település Franciaországban, Manche megyében. Lakosainak száma 1604 fő (2022. január 1.). Blainville-sur-Mer Agon-Coutainville, Gratot, Saint-Malo-de-la-Lande és Gouville-sur-Mer községekkel határos.

## Népesség
A település népességének változása:
| Lakosok száma | 974  | 1016 | 1113 | 1525 | 1586 | 1634 | 1653 | 1620 | 1604 | 1604 |
|               | 1968 | 1982 | 1990 | 2006 | 2013 | 2015 | 2017 | 2019 | 2020 | 2022 |